# Nové Mesto
Nové Mesto (in ungherese Pozsony-Újváros, in tedesco Neustadt) è un quartiere, con autonomia a livello di comune, della città di Bratislava, capitale della Slovacchia, facente parte del distretto di Bratislava III.